# Alexandre Léon Étard
Alexandre Léon Étard (Alençon, 6 gennaio 1852 – Parigi, 1º maggio 1910) è stato un chimico francese.
Etard era un selettore presso il Wurtz Laboratory dell'École pratique des hautes études, e divenne un membro della Società Chimica di Parigi nel 1875.

## Pubblicazioni
- Les Nouvelles Théories chimiques, Paris, G. Masson, 1895, 196 , fig., in-16, OCLC 457692210.
- La biochimie et les chlorophylles, Masson et Cie (Paris), 1906. Texte en ligne disponible sur IRIS